# Alfred Jodl

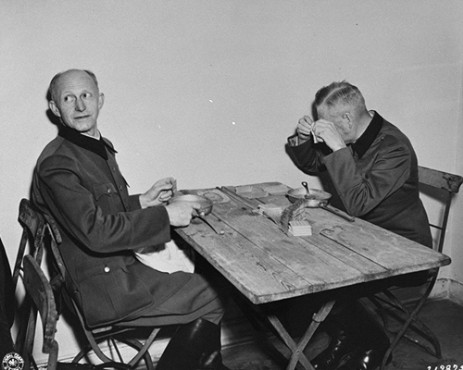
Jodl (vlevo) s Keitelem v Norimberku

Alfred Josef Ferdinand Jodl (10. května 1890, Würzburg – 16. října 1946, Norimberk; rodným jménem Alfred Baumgärtler) byl německý důstojník zastávající funkci náčelníka operačního štábu německých ozbrojených sil (OKW) za druhé světové války a byl zástupcem Wilhelma Keitela.

## Životopis
Narodil se jako nemanželský syn Therese Baumgärtlerové a Johannese Jodla a teprve po 9 letech od jejich sňatku přijal příjmení po otci. Jeho mladším bratrem byl generál horských vojsk Ferdinand Jodl (1896–1956).
Sehrál zásadní roli v německých válečných akcích od roku 1939. Byl poradcem Adolfa Hitlera ve všech důležitých vojenských a technických záležitostech. Jako vyslanec Karla Dönitze podepsal bezpodmínečnou kapitulaci Německa 7. května 1945 v Remeši. Poté byl zatčen a uvězněn v zajateckém táboře ve Flensburgu.
Následně byl během Norimberského procesu souzen Mezinárodním vojenským tribunálem pro válečné zločiny. Byl odsouzen za zločiny proti míru, válečné zločiny a zločiny proti lidskosti. Hlavním bodem obžaloby bylo zejména to, že distribuoval některé zločinné rozkazy, například rozkaz o komisařích. Byl uznán vinným a odsouzen k trestu smrti oběšením. Trest smrti byl vykonán, jeho žádost o změnu způsobu popravy na zastřelení před popravčí četou byla zamítnuta.
Jeho odsouzení vyvolalo rozporuplné reakce, protestoval proti němu např. i hlavní francouzský soudce u tribunálu Henri Donnedieu de Vabres, který označil popravu vojáka, který nebyl nacistou, za naprosté selhání spravedlnosti. Britský válečný hrdina a politik Airey Neave, který sloužil u Norimberského tribunálu, napsal ve své knize, že si zasloužil vězení, ale ne smrt.
V roce 1953 soud v Mnichově, který přezkoumával rozhodnutí Norimberského tribunálu, dospěl k závěru, že se neprovinil válečnými zločiny trestanými podle mezinárodního práva smrtí a zprostil jej 2. března 1953 kompletně viny. Na vysoký nátlak vysokého komisaře USA byl však tento rozsudek napřed zrušen a až po mimosoudní dohodě advokátů Jodlovy vdovy s americkými okupačními úřady došlo 3. září 1953 k odvolání zrušení rozsudku[zdroj⁠?!].
Jeho případ zůstává jedním z hlavních argumentů skupin[kdo?] prosazujících názor, že Norimberský tribunál byl nespravedlivý a představuje typický příklad spravedlnosti vítězů. Přes všechny nedostatky však Norimberský proces zůstává přelomovou událostí v mezinárodním právu především proto, že vítězná strana iniciovala a uspořádala nezávislé soudní přelíčení proti válečným zločincům a neuplatnila spravedlnost vítězů.[zdroj⁠?!]

## Shrnutí vojenské kariéry

### Data povýšení
- praporčík – 10. července 1910
- poručík – 28. říjen 1912
- nadporučík – 14. ledna 1916
- kapitán – 28. září 1921
- major – 1. února 1931
- podplukovník – 1. října 1933
- plukovník – 1. srpna 1935
- generálmajor – 1. dubna 1939
- generálporučík – 19. července 1940
- generál dělostřelectva – 19. července 1940
- generálplukovník – 30. ledna 1944

### Vyznamenání
- Rytířský kříž železného kříže – 7. května 1945
- Dubové ratolesti k rytířskému kříži železného kříže (865. držitel) – 7. května 1945
- Zlatý stranický odznak – 30. ledna 1943
- Německý kříž – 30. dubna 1942
- Finský řád kříže svobody I. třídy s hvězdou a meči – 25. března 1942
- Spona k pruskému železnému kříži I. třídy – 23. prosince 1939
- Spona k pruskému železnému kříži II. třídy – 30. září 1939
- Pruský železný kříž I. třídy – 3. května 1918
- Pruský železný kříž II. třídy – 20. listopadu 1914
- Odznak na rány ve Sliveru (první světová válka)
- Bavorský vojenský řád za zásluhy IV. třídy s meči (první světová válka)
- Bavorská medaile prince regenta Luitpolda (první světová válka)
- Rakouský vojenský záslužný kříž III. třídy s válečnou ozdobou (první světová válka)
- Odznak za zranění za 20. 7. 1944 v černém
- Královský rumunský řád Michala Vítěze II. třídy – 23. prosince 1943
- Královský rumunský řád Michala Vítěze III. třídy – 23. prosince 1943
- Německý sportovní odznak v bronzu
- Kříž cti
- Sudetská pamětní medaile
- Medaile za Anschluss
- |  |  |  Služební vyznamenání Wehrmachtu od IV. do I. třídy